# تواماسينا
تواماسينا هي مدينة، ومدينة مينائية، في مدغشقر، تقع في إقليم تواماسينا، هي عاصمة إقليم تواماسينا، وأتسينانانا ‏، بلغ عدد سكانها 225,116 نسمة وذلك حسب إحصائيات سنة 2010.

## المناخ
يظهر الجدول التالي التغييرات المناخية على مدار السنة لتواماسينا:
| البيانات المناخية لـتواماسينا                                                                   | البيانات المناخية لـتواماسينا | البيانات المناخية لـتواماسينا | البيانات المناخية لـتواماسينا | البيانات المناخية لـتواماسينا | البيانات المناخية لـتواماسينا | البيانات المناخية لـتواماسينا | البيانات المناخية لـتواماسينا | البيانات المناخية لـتواماسينا | البيانات المناخية لـتواماسينا | البيانات المناخية لـتواماسينا | البيانات المناخية لـتواماسينا | البيانات المناخية لـتواماسينا | البيانات المناخية لـتواماسينا |
| الشهر                                                                                           | يناير                         | فبراير                        | مارس                          | أبريل                         | مايو                          | يونيو                         | يوليو                         | أغسطس                         | سبتمبر                        | أكتوبر                        | نوفمبر                        | ديسمبر                        | المعدل السنوي                 |
| ----------------------------------------------------------------------------------------------- | ----------------------------- | ----------------------------- | ----------------------------- | ----------------------------- | ----------------------------- | ----------------------------- | ----------------------------- | ----------------------------- | ----------------------------- | ----------------------------- | ----------------------------- | ----------------------------- | ----------------------------- |
| الدرجة القصوى °م (°ف)                                                                           | 37.4 (99.3)                   | 38.6 (101.5)                  | 36.7 (98.1)                   | 35.0 (95.0)                   | 34.0 (93.2)                   | 29.6 (85.3)                   | 31.2 (88.2)                   | 30.2 (86.4)                   | 30.6 (87.1)                   | 33.2 (91.8)                   | 33.0 (91.4)                   | 33.6 (92.5)                   | 38.6 (101.5)                  |
| متوسط درجة الحرارة الكبرى °م (°ف)                                                               | 30.1 (86.2)                   | 30.3 (86.5)                   | 29.5 (85.1)                   | 28.8 (83.8)                   | 27.3 (81.1)                   | 25.6 (78.1)                   | 24.8 (76.6)                   | 24.9 (76.8)                   | 25.8 (78.4)                   | 26.9 (80.4)                   | 28.4 (83.1)                   | 29.4 (84.9)                   | 27.6 (81.7)                   |
| المتوسط اليومي °م (°ف)                                                                          | 26.0 (78.8)                   | 26.1 (79.0)                   | 25.5 (77.9)                   | 24.6 (76.3)                   | 22.9 (73.2)                   | 21.1 (70.0)                   | 20.4 (68.7)                   | 20.5 (68.9)                   | 21.3 (70.3)                   | 22.7 (72.9)                   | 24.3 (75.7)                   | 25.5 (77.9)                   | 23.4 (74.1)                   |
| متوسط درجة الحرارة الصغرى °م (°ف)                                                               | 22.5 (72.5)                   | 22.7 (72.9)                   | 22.4 (72.3)                   | 21.4 (70.5)                   | 19.5 (67.1)                   | 17.8 (64.0)                   | 17.1 (62.8)                   | 17.0 (62.6)                   | 17.3 (63.1)                   | 18.7 (65.7)                   | 20.4 (68.7)                   | 21.9 (71.4)                   | 19.9 (67.8)                   |
| أدنى درجة حرارة °م (°ف)                                                                         | 18.0 (64.4)                   | 17.5 (63.5)                   | 17.0 (62.6)                   | 15.0 (59.0)                   | 13.2 (55.8)                   | 11.0 (51.8)                   | 11.8 (53.2)                   | 10.0 (50.0)                   | 11.0 (51.8)                   | 11.0 (51.8)                   | 13.5 (56.3)                   | 16.0 (60.8)                   | 10.0 (50.0)                   |
| معدل هطول الأمطار مم (إنش)                                                                      | 410.1 (16.15)                 | 382.1 (15.04)                 | 478.4 (18.83)                 | 322.8 (12.71)                 | 228.3 (8.99)                  | 259.0 (10.20)                 | 288.6 (11.36)                 | 218.2 (8.59)                  | 121.1 (4.77)                  | 132.6 (5.22)                  | 169.7 (6.68)                  | 357.3 (14.07)                 | 3٬368٫2 (132.61)              |
| متوسط الأيام الممطرة (≥ 1.0 mm)                                                                 | 19                            | 17                            | 21                            | 18                            | 17                            | 18                            | 22                            | 20                            | 15                            | 13                            | 14                            | 17                            | 211                           |
| متوسط الرطوبة النسبية (%)                                                                       | 83                            | 83                            | 85                            | 84                            | 85                            | 85                            | 84                            | 85                            | 83                            | 82                            | 83                            | 84                            | 84                            |
| ساعات سطوع الشمس الشهرية                                                                        | 224.7                         | 198.2                         | 191.0                         | 196.9                         | 192.1                         | 162.5                         | 162.8                         | 184.6                         | 209.7                         | 232.7                         | 236.0                         | 219.2                         | 2٬410٫4                       |
| المصدر #1: NOAA                                                                                 |                               |                               |                               |                               |                               |                               |                               |                               |                               |                               |                               |                               |                               |
| المصدر #2: الأرصاد الجوية الألمانية (humidity, 1951–1967), Meteo Climat (record highs and lows) |                               |                               |                               |                               |                               |                               |                               |                               |                               |                               |                               |                               |                               |

## مدن توأم
المدن التوأم:
- سانت إتيان (منذ 1971).

## أعلام
- أندريه ميشو
- أنطوان
- سعيد علي بن سعيد عمر